# Azeta rufescens
Azeta rufescens är en fjärilsart som beskrevs av William Schaus 1912. Azeta rufescens ingår i släktet Azeta och familjen nattflyn. Inga underarter finns listade i Catalogue of Life.